# Aligudarz
Aligudarz (persisch الیگودرز) ist eine Stadt in der Provinz Luristan im Iran. 

## Geografie
Aligudarz liegt 420 km von Teheran entfernt und befindet sich in einer Region, die eine Mischung aus Ebene und Vorgebirge ist und daher ein mildes Gebirgsklima aufweist. Hier befinden sich das Ocshtoran Kuh-Gebirge und der Aligudarz-Fluss.

## Geschichte
Die Ursprünge der Stadt sind unbekannt. Die Stadt Aligoudarz hieß früher Al-e Goudarz (was so viel wie Stamm des Goudarz bedeutet, eines mythischen iranischen Helden aus dem persischen Nationalepos, dem Buch der Könige von Firdausi). In der Vergangenheit war das dortige Kloster ein religiöses Lernzentrum für die Kizilbasch und die Derwische.

## Bevölkerungsentwicklung
| Jahr | Einwohnerzahl |
| ---- | ------------- |
| 1991 | 58.648        |
| 1996 | 69.447        |
| 2006 | 79.972        |
| 2011 | 87.967        |
| 2016 | 89.268        |

## Töchter und Söhne
- Mehdi Karroubi (* 1937), Politiker und schiitischer Kleriker